# Pere Jacint Morlà

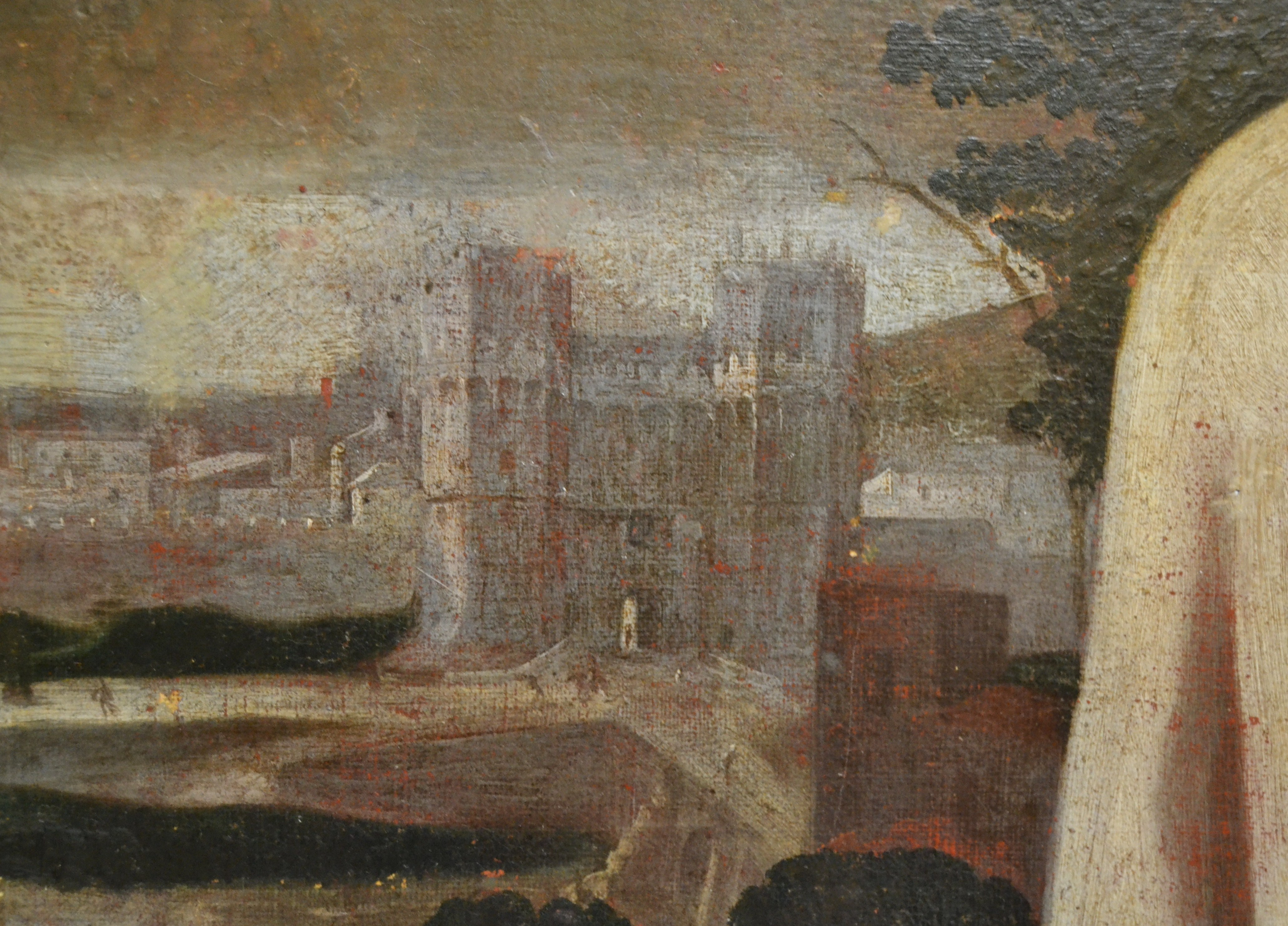
El Portal de Serrans en un quadre de Jeroni Jacint Espinosa, pintor coetani de Morlà. El poeta estigué empresonat en aquestes torres.

Pere Jacint Morlà (València, ? - València, c. 1656) va ser un eclesiàstic i poeta valencià del Barroc que escriví en valencià i castellà. Les seues poesies i col·loquis, la majoria compostos per a ser llegits en certàmens o festes parroquials, li valgueren una gran popularitat i prestigi a la València del seu temps.

## Biografia
Es conserven ben poques dades de la seua biografia: Antoni Ferrando i Francés arreplega el testimoni de Josep Rodríguez, que declara que Morlà nasqué a València, fill de llinatge insigne (son pare fou el jurisconsult Pere Agustí Morlà) i que fou beneficiat de la parròquia de Sant Martí, igual que un altre nom il·lustre de les nostres lletres, el també religiós Pere Joan Porcar. Un altre autor, Josep Maria Torres, consigna que Morlà estigué durant un temps empresonat a les Torres de Serrans, segurament "por una travesura y alguna frase que no debió sentar bien al virrey o capitán general de esta ciudad."
Morlà fou un defensor abrandat dels espectacles teatrals enfront de l'opinió contrària d'alguns moralistes de l'època com ara Lluís Crespí de Valldaura. Precisament d'una de les seues rèpliques a Crespí, Antoni Ferrando extrau algunes dades interessants sobre la biografia de l'autor que ens ocupa: per exemple, que fou legitimat en les Corts de Montsó de 1626, que fou un gran admirador de l'obra del castellà Lope de Vega i que fou un gran consumidor de teatre, ja que confessava haver vist representades més de dues mil comèdies.

Cap a l'any 1656 Pere Jacint Morlà es trobava ja malalt, encara que continuava en actiu i escrivint. Així sembla que ho demostra una carta escrita per Carles Vendrell, prevere i amic del poeta, i dirigida segurament al cavaller tortosí Francesc de la Torre: 
"El amigo Morlà a estado enfermo, y oy se a levantado ya, escribe a Vmd. y le remite este bayle. Para la otra irá otra cossa nueva, y, si tiene salud, escrivirá al asumpto de Vmd., que está muy ganoso de servirle, sino que su poca salud no le da lugar a poder hazer lo que quisiera. Perdóneme Vmd. de la llaneza que como amigo le trato."
Com que no coneixem dades biogràfiques ni obres de Morlà posteriors a l'any 1656, Antoni Ferrando suposa que la mort de l'escriptor degué produir-se a València, durant aquest any o a començaments del següent.

## Obra
L'obra valenciana de Morlà està formada per una cinquantena d'obres, totes en vers i la majoria pensades per ser recitades en públic, de vegades (en el cas dels col·loquis) amb la participació d'una altra persona que parla i replica a l'autor. Molt sovint es tracta de peces de circumstàncies que l'autor preparava per a participar en alguna justa poètica o en alguna festivitat en honor d'algun sant, de manera que és freqüent trobar poemes que, després d'un primer moment humorístic, inclouen una lloança dedicada al sant o santa a qui va dedicat el certamen.
Tot i el caràcter predominantment satíric de la seua obra, Morlà a penes incideix en aspectes polítics concrets i no qüestiona mai el sistema. Com a autor, més aviat buscava la diversió del públic, i a tal fi utilitzava un llenguatge farcit d'expressions, imatges i paraules extretes de la vida quotidiana, sense defugir ni la descripció de situacions eròtiques ni la inclusió ocasional d'alguna obscenitat. Cal afegir que Pere Jacint Morlà és autor també d'algunes poesies i entremesos en castellà, i que en aquesta llengua va escriure una Sátira en defensa de las comedias (València, 1649).

Encara que la seua obra ha arribat fins a nosaltres de forma fragmentària, sembla que Morlà va ser un escriptor de molt de prestigi a la València de la seua època. L'escriptor fra Josep Rodríguez (1630 - 1703) s'hi refereix en termes ben elogiosos:
"Raro Poeta en nuestro Idioma! y el mayor, que hemos conocido, en concepto y facilidad, para Assumtos jocosos! sin faltarle aquel don, que llaman los Humanistas, Numen, para los Sèrios, y para los Sacros; assi en dicho Idioma, como en el general de España! 
Escriviò en quantos Certamenes, y Academias, se celebraron en su tiempo; y siempre à la Devocion, sin aspirar à premios, ni competencias; y pudiera en lo segundo, porque todo lo acertava con primor; y pudiera en lo primero, porque todo lo merecia, sin agravio. Leìa, y pronunciava, con mucha gracia, y propiedad. Llevòse los aplausos mas generales; y pùblicos, porque eran sus versos, enseñança, y deleyte, para todos.

Las Funciones Poeticas, sin Papel suyo, ya Soliloquio, en algunas; yà Coloquios, en las mas; parece que, ò no hazian labor, ò se eclipsavan; porque indispensablemente, era el primer plato, el suyo, tan compuesto (con sal, y modestia) de vnos, ò otros sucessos, ò ignorados; ò no advertidos; modernos todos, que ocurrían en Valencia, en su Reyno, en la Monarquia, en Europa, y en el Mundo; que dexava deliciosísimo sabor en los oyentes, para mucho tiempo!"
Un aspecte ben interessant de l'obra de Morlà és el seu paper com a precursor del gènere valencià del col·loqui. Joaquim Martí i Mestre inclou Morlà com un dels iniciadors insignes del gènere, juntament amb altres coetanis seus com ara el jurisconsult Llorenç Mateu i Sanç.
El conjunt de la producció poètica de Morlà, dispersa en diversos manuscrits i totalment oblidada durant segles, va ser editada modernament l'any 1995 pel professor Antoni Ferrando, qui classifica les obres poètiques d'aquest autor en tres grans subconjunts: poesies satírico-festives, col·loquis i peces de circumstàncies:

### Poesies satírico-festives
- A una devoció de monja que tenia Mossén Morlà i la tal la hi pegava
- Siguidilles
- Romanç
- Al retiro i honestitat d'una ama d'un capellà
- Queixes que fa un sant prevere, de les ames dels capellans, a la Mare de Déu
- Lo que naix lladre de cor
- Romanç que feu quan la seua presó
- Redondilles
- Somi de l'infern
- Nit de carnestoltes
- Romanç
- Queixes al Sant Cristo de Santa Tecla per lo escolà, compostes en la justa de Santa Tecla
- Octaves escrites en la justa de Sant Gregori
- Dècimes a la festa que feren los cavallers de Montesa en lo Temple a la Puríssima Concepció
- Lo portal dels jueus
- A una festa que hi hagué en Sent Domingo
- Queixes que fa Miquel de Susa, biscaí
- Romanç en la justa poètica de Sent Domingo

### Col·loquis
- Col·loqui entre Vendrell, Polop i Morlà en la justa de Sant Joan del Mercat
- Col·loqui en la justa del Col·legi de Sant Tomàs
- Col·loqui al Santíssim per a Gandia
- Col·loqui en una justa poètica que hi hagué en la Mercé
- Col·loqui en la festa de la Mercé
- Col·loqui a la justa que feren en Sent Francés a les festes de Sent Bonaventura
- Del col·loqui que lligguérem
- Col·loqui en la festa de Sent Josep
- Col·loqui entre Guillem "lo Curro" de Paiporta i Toni "lo Grenyut" de la creu desmotxada.
- Col·loqui a les festes de Sent Vicent Ferrer entre Morlà i Maluenda
- Ganes tinc d'en un col·loqui

### Peces de circumstàncies
- A Vicent Joan Eixulve
- Romanç a Sant Tomàs d'Aquino
- A Francesc Gavaldà
- A Marc Antoni Ortí
- Romanç a Sant Vicent Ferrer